# Arthur Cabral
Arthur Mendonça Cabral (Campina Grande, 25 de abril de 1998) es un futbolista brasileño que juega de delantero en el Botafogo del Campeonato Brasileño de Serie A.

## Trayectoria

### Ceará
Cabral se unió a la configuración juvenil de Ceará en 2014. Hizo su debut en el primer equipo el 22 de julio de 2015, entró como suplente y anotó un gol en el último minuto en una victoria a domicilio por 2-1 contra el Tupi, válido por la Copa de Brasil 2015.
En octubre de 2015 fue cedido al Palmeiras y volvió a la configuración juvenil. De regreso a Ceará al año siguiente, pasó un tiempo en la selección sub-20 antes de ascender definitivamente al primer equipo en la temporada 2017.
Cabral contribuyó con cuatro goles en 16 partidos durante el Campeonato Brasileiro Série B 2017, ya que su equipo logró el ascenso a la Série A de Brasil. El 7 de marzo de 2018, marcó un doblete por el Campeonato Cearense en l victoria a domicilio por 3-0 contra Ferroviário-CE.

### Palmeiras
El 30 de noviembre de 2018, Palmeiras fichó oficialmente a Cabral por $ 5.000.000 de reales.  Aquí, jugó tres partidos de liga, anotando un gol.

### Basilea
El 30 de septiembre de 2019, Cabral fue cedido al Fussballclub Basilea en la Superliga de Suiza para la temporada 2019-20 bajo la dirección del entrenador Marcel Koller. Hizo su debut con el equipo en el partido de la Copa Suiza el 15 de septiembre, fuera de casa contra el FC Meyrin de nivel inferior y fue sustituido después de 74 minutos cuando el Basilea ganó 3-0 para avanzar a la siguiente ronda. Jugó su primer partido en la fase de grupos de la UEFA Europa League 2019-20 el 19 de septiembre cuando el Basilea ganó 5-0 en casa en el St. Jakob-Park contra el equipo ruso, Krasnodar. Luego hizo su debut en la liga nacional el 22 de septiembre en un empate 1-1 con el Young Boys en el Stadion Wankdorf. Cabral anotó su primer gol para su nuevo club en el siguiente partido de liga una semana después, el 25 de septiembre, cuando el Basilea ganó 4-0 en casa contra el Zürich. Durante su siguiente partido sólo cuatro días después, el 29 de septiembre, marcó dos goles en la victoria del Basilea por 3-0 contra el Lucerna.
El 29 de junio de 2020, el club anunció que Cabral, cuya cesión había llegado a su fin, fue fichado de forma permanente. Marcó su primer triplete para su club el 8 de agosto de 2021 contra el Servette, de hecho, marcó cuatro goles cuando el Basilea ganó 5-1. Anotó su primer hat-trick a nivel internacional solo dos semanas después, el 19 de agosto, en el partido de play-off de la UEFA Europa Conference League 2021-22 cuando el Basilea ganó 3-1 en casa contra el club el Hammarby IF de Suecia.
El 29 de enero de 2022 el Basilea anunció que su máximo goleador se había trasladado a la Fiorentina. En sus dos años y medio con el club Cabral tuvo un total de 118 apariciones anotando un total de 75 goles, 77 de estos partidos fueron en la Superliga, 3 en la Copa Suiza, 26 en las competiciones europeas y 12 fueron partidos de prueba. Marcó 46 goles en la liga doméstica, 2 en la copa, 17 en las competiciones europeas y los otros 10 los marcó durante los ensayos.

### Fiorentina
El 29 de enero de 2022 fichó por la Fiorentina de la Serie A de Italia. Logró ser subcampeón con la Fiorentina en la Liga Europa Conferencia de la UEFA 2022-23, perdiendo la final con el West Ham United . Hasta ahora es el máximo goleador de la Conference League con 21 goles, 7 goles con Fiorentina y 14 con su ex-equipo el Basel.

### Benfica
El 10 de agosto de 2023 se convirtió en refuerzo del S. L. Benfica, de Portugal, a cambio de 20 millones de euros más 5 millones más en variables y firmó hasta el 30 de junio de 2028. El 20 de octubre marcó su primer gol dos meses después de su debut, contra el Lusitânia, en la Copa de Portugal 2023-24.
Marcó siete goles y dio dos asistencias en 34 partidos con el Benfica en su última campaña. Al final de la temporada 2024-25, puso fin a su etapa con los Encarnados, sumando 18 goles y cinco asistencias con el club en 77 partidos.

### Botafogo
El 8 de junio de 2025, el Botafogo confirmó su fichaje y firmó un contrato de tres años y medio. El club carioca pagaría 15 millones de euros al Benfica, que también tendría derecho al 10% de cualquier venta futura. Además, vestiría la camiseta número 98 durante el Mundial de Clubes en Estados Unidos. Recibió la camiseta número 98. Debutó el 28 de junio de 2025, donde Palmeiras derrotó a Botafogo por 1-0, en los octavos de final del Mundial de Clubes, en tiempo extra, en el Lincoln Financial Field, de Filadelfia. Arthur Cabral marcó su primer gol en el Botafogo en un derbi. El 13 de julio de 2025, abrió el marcador en la victoria por 2-0 sobre el Vasco da Gama en el Estadio Mané Garrincha, en un partido de la 13.ª jornada del Campeonato Brasileño.

## Selección nacional

### Juveniles
Cabral ha representado a Brasil en la categoría Sub-23, jugando un partido amistoso contra Colombia en septiembre de 2019.

### Absoluta
En octubre de 2021, Cabral recibió su primera convocatoria a la selección absoluta de Brasil para los partidos de clasificación para la Copa Mundial de la FIFA 2022 como reemplazo por lesión de Matheus Cunha.

## Estadísticas

### Clubes
Actualizado al último partido disputado el 17 de mayo de 2025.
| Club                     | Div.          | Temporada     | Liga  | Liga  | Estatal | Estatal | Copas nacionales | Copas nacionales | Copas internacionales | Copas internacionales | Total | Total |
| Club                     | Div.          | Temporada     | Part. | Goles | Part.   | Goles   | Part.            | Goles            | Part.                 | Goles                 | Part. | Goles |
| ------------------------ | ------------- | ------------- | ----- | ----- | ------- | ------- | ---------------- | ---------------- | --------------------- | --------------------- | ----- | ----- |
| Ceará S. C. · Brasil     | 2.ª           | 2015          | 1     | 0     | 0       | 0       | 2                | 1                | ―                     | ―                     | 3     | 1     |
| Ceará S. C. · Brasil     | 2.ª           | 2017          | 17    | 4     | 1       | 0       | 1                | 0                | ―                     | ―                     | 19    | 4     |
| Ceará S. C. · Brasil     | 1.ª           | 2018          | 31    | 7     | 12      | 11      | 12               | 6                | ―                     | ―                     | 55    | 24    |
| Ceará S. C. · Brasil     | Total club    | Total club    | 49    | 11    | 13      | 11      | 15               | 7                | 0                     | 0                     | 77    | 29    |
| S. E. Palmeiras · Brasil | 1.ª           | 2019          | 1     | 0     | 2       | 1       | 1                | 0                | 1                     | 0                     | 5     | 1     |
| S. E. Palmeiras · Brasil | Total club    | Total club    | 1     | 0     | 2       | 1       | 1                | 0                | 1                     | 0                     | 5     | 1     |
| F. C. Basilea · Suiza    | 1.ª           | 2019-20       | 26    | 14    | ―       | ―       | 2                | 2                | 11                    | 2                     | 39    | 18    |
| F. C. Basilea · Suiza    | 1.ª           | 2020-21       | 33    | 18    | ―       | ―       | 0                | 0                | 3                     | 2                     | 36    | 20    |
| F. C. Basilea · Suiza    | 1.ª           | 2021-22       | 18    | 14    | ―       | ―       | 1                | 0                | 12                    | 13                    | 31    | 27    |
| F. C. Basilea · Suiza    | Total club    | Total club    | 77    | 46    | 0       | 0       | 3                | 2                | 26                    | 17                    | 106   | 65    |
| ACF Fiorentina · Italia  | 1.ª           | 2021-22       | 14    | 2     | ―       | ―       | 2                | 0                | ―                     | ―                     | 16    | 2     |
| ACF Fiorentina · Italia  | 1.ª           | 2022-23       | 28    | 8     | ―       | ―       | 4                | 1                | 16                    | 8                     | 48    | 17    |
| ACF Fiorentina · Italia  | Total club    | Total club    | 42    | 10    | 0       | 0       | 6                | 1                | 16                    | 8                     | 64    | 19    |
| S. L. Benfica Portugal   | 1.ª           | 2023-24       | 28    | 6     | ―       | ―       | 7                | 4                | 8                     | 1                     | 43    | 11    |
| S. L. Benfica Portugal   | 1.ª           | 2024-25       | 21    | 2     | ―       | ―       | 7                | 4                | 6                     | 1                     | 34    | 7     |
| S. L. Benfica Portugal   | Total club    | Total club    | 49    | 8     | 0       | 0       | 14               | 8                | 14                    | 2                     | 77    | 18    |
| Total carrera            | Total carrera | Total carrera | 218   | 75    | 15      | 12      | 39               | 18               | 57                    | 27                    | 329   | 132   |

## Palmarés

### Campeonatos regionales
| Título              | Club        | Estado | Año  |
| ------------------- | ----------- | ------ | ---- |
| Campeonato Cearense | Ceará S. C. | Ceará  | 2017 |
| Campeonato Cearense | Ceará S. C. | Ceará  | 2018 |

### Campeonatos nacionales
| Título                      | Club          | País     | Año  |
| --------------------------- | ------------- | -------- | ---- |
| Copa de la Liga de Portugal | S. L. Benfica | Portugal | 2025 |